# Кранбері (Нью-Джерсі)
Кранбері (англ. Cranbury) — селище (англ. village) в США, в окрузі Міддлсекс штату Нью-Джерсі. Населення — 3842 особи (2020).

## Демографія
Згідно з переписом 2010 року, у селищі мешкало 3857 осіб у 1320 домогосподарствах у складі 1060 родин. Було 1371 помешкання
Расовий склад населення:
| - 80,5 % — білих - 13,7 % — азіатів - 3,4 % — чорних або афроамериканців - 0,1 % — корінних американців |

До двох чи більше рас належало 1,8 %. Частка іспаномовних становила 2,6 % від усіх жителів.
За віковим діапазоном населення розподілялося таким чином: 27,2 % — особи молодші 18 років, 56,2 % — особи у віці 18—64 років, 16,6 % — особи у віці 65 років та старші. Медіана віку мешканця становила 46,2 року. На 100 осіб жіночої статі у селищі припадало 94,2 чоловіків;  на 100 жінок у віці від 18 років та старших — 88,2 чоловіків також старших 18 років.
Середній дохід на одне домашнє господарство  становив 181 269 доларів США (медіана — 128 750), а середній дохід на одну сім'ю — 207 245 доларів (медіана — 170 074). Медіана доходів становила 111 118 доларів для чоловіків та 66 005 доларів для жінок. За межею бідності перебувало 1,0 % осіб, у тому числі 0,0 % дітей у віці до 18 років та 0,0 % осіб у віці 65 років та старших.
Цивільне працевлаштоване населення становило 1790 осіб. Основні галузі зайнятості: освіта, охорона здоров'я та соціальна допомога — 22,2 %, науковці, спеціалісти, менеджери — 21,9 %, роздрібна торгівля — 8,7 %, будівництво — 8,0 %.